# Neleinus turbatus
Neleinus turbatus är en insektsart som beskrevs av Navás 1915. Neleinus turbatus ingår i släktet Neleinus och familjen myrlejonsländor. Inga underarter finns listade i Catalogue of Life.